# Nautilus (bateau)
Pour les articles homonymes, voir Nautilus.
Le Nautilus est un navire école ayant servi au sein de la Marine espagnole. 
Lancé à Glasgow (Écosse) en 1866, il s'agissait à l'origine d'un clipper de 59 mètres de long, 34 voiles et 1 500 tonnes de déplacement, qui fut nommé Carrick Castle.